# Wasserspardusche
Wassersparduschen sind Duschköpfe, die zu einem geringeren Wasserverbrauch beim Duschen führen können. Bei Wassersparduschen wird die Wasserdurchflussmenge reduziert, gleichzeitig aber auch versucht, durch Beimischung von Umgebungsluft diese Reduktion zu verbergen. Wassersparduschen verringern aufgrund der reduzierten Wasserdurchflussmenge den Energieverbrauch zur Erwärmung des Duschwassers.

## Vorteile
- Emissionen, die bei der Erwärmung des Wassers entstehen, werden reduziert.
- Der Verbrauch der Ressource Wasser wird verringert.
- Mit dem Gebrauch von Wassersparduschen sind deutliche Kosteneinsparungen möglich.

## Nachteile
- Teilweise stärkeres Beschlagen im Bad durch Wasserdampf (je nach Modell)
- Etwas lauteres Geräusch beim Duschen

## Aufbau und Funktionsweise

### Düsenstrahlbrause
Bei dieser Technik beschleunigt das Wasser aufgrund der Geometrie in sehr hohem Maße ohne Zerstäubung. Zuerst wird das Wasser durch eine Düse geführt. Dieses Wasser stößt mit der enthaltenen Luft durch den Brausekopf. Danach fließt das Wasser durch die Strahlscheibe. Für Millisekunden entsteht ein Vakuum, welches den entstehenden Wassertropfen abhackt. Der Unterdruck wird zu groß und die Brause zieht wieder Luft. Dies ist ein Kreislauf, der sich stetig wiederholt. Das entstehende Strahlbild ist durch ein leichtes Pulsieren und große Tropfen geprägt. Durch die hohe Wasserbeschleunigung und die Vakuumimpulse soll einer Kalkbildung entgegengewirkt werden.

### Wirbelkammertechnik
Bei dieser Art von Duschköpfen wird in die Wassertropfen eine kleine Luftblase eingeschlossen. So wirken die Tropfen größer und der Duschstrahl voll, auch bei geringem Wasserdurchfluss. Das Wasser wird durch eine Wirbelkammer geleitet. Diese Wirbelkammer erzeugt im Brausekopf durch das einströmende Wasser einen schnell rotierenden Wasserwirbel. Durch die Sogwirkung des Wirbels wird Luft in den Brausekopf eingesogen, Wasser und Luft werden im Wirbel zu einem Schaum vermischt. Aus den Brauselöchern tritt dieser Schaum dann in Form von Wasserblasen aus.

### Düsentechnik
Hierbei wird Wasser durch eine oder mehrere Düsen geleitet, beschleunigt und dabei fein verteilt. Das ergibt ein gefühlt größeres Volumen und führt zu einem leichten Massageeffekt beim Duschen. Gleichzeitig werden die Tropfen jedoch stark verkleinert, wodurch ein verstärktes Spritzen und Beschlagen der Scheiben zu verzeichnen ist.

### Durchflussreduzierer
Eng verwandt mit Wassersparduschen sind einfache Durchflussreduzierer. Das sind Bauteile, die den Rohr-Querschnitt verengen und dadurch die Durchflussmenge reduzieren. Da jedoch keine Maßnahmen ergriffen werden, diese Reduktion zu kaschieren, führt ein Durchflussreduzierer zu einem schwachen Duschstrahl.